# Quo elongati
Quo elongati (in italiano Fino a che punto) è una bolla pontificia emanata da papa Gregorio IX nel 1230 con la quale nega il valore giuridico del testamento di San Francesco.

## Contenuto
La concezione della povertà diventa con lui non solo imitazione della vita di Cristo ma viene interpretata, specialmente dopo la sua morte, anche come denuncia della condotta morale della Chiesa e del suo potere temporale. Solo quattro anni dopo la sua morte infatti il papa Gregorio IX, con la bolla Quo elongati, si preoccupava di rendere noto che il testamento del santo d'Assisi non avesse un valore vincolante per i suoi successori. La divisione in spirituali, che seguono il precetto dell'assoluta povertà, e dei conventuali più vicini al carattere temporale della Chiesa, è un segno di una crisi sociale dove le differenze tra ricchi e poveri si sono accentuate e ormai la ricchezza ha perso quasi del tutto il carattere provvidenziale di aiuto e sostegno della povertà com'era al tempo di sant'Ambrogio.